# جيروم كلارك (كاتب)
جيروم كلارك (بالإنجليزية: Jerome Clark)‏ هو يوفولوجي ‏ وكاتب أمريكي، ولد في 27 نوفمبر 1946 في كنبي في الولايات المتحدة.

## وصلات خارجية
- جيروم كلارك على موقع ميوزك برينز (الإنجليزية)
- جيروم كلارك على موقع أول ميوزيك (الإنجليزية)